# ليني بيدجيلي
ليني بيدجيلي (بالإنجليزية: Lenny Pidgeley)‏ (7 فبراير 1984 بلندن في المملكة المتحدة - ) هو لاعب كرة قدم بريطاني في مركز حراسة المرمى. شارك مع منتخب إنجلترا تحت 16 سنة لكرة القدم ومنتخب إنجلترا تحت 18 سنة لكرة القدم ومنتخب إنجلترا تحت 19 سنة لكرة القدم ومنتخب إنجلترا تحت 20 سنة لكرة القدم. أما مع النوادي، فقد لعب مع برادفورد سيتي وتشيلسي وفوريست غرين ونادي ميلوول ونادي واتفورد ونيوبورت كونتي ونادي مانسفيلد تاون ونادي وكينغ ونادي كارلايل يونايتد ونادي إكزتر سيتي ونادي ليذرهيد.

## وصلات خارجية
- ليني بيدجيلي على موقع قاعدة بيانات كرة القدم.إي يو (الإنجليزية)
- ليني بيدجيلي على موقع Soccerbase.com (لاعب) (الإنجليزية)
- ليني بيدجيلي على موقع Soccerway.com (الإنجليزية)
- ليني بيدجيلي على موقع عالم كرة القدم.نت (الإنجليزية)